# Reine Wisell

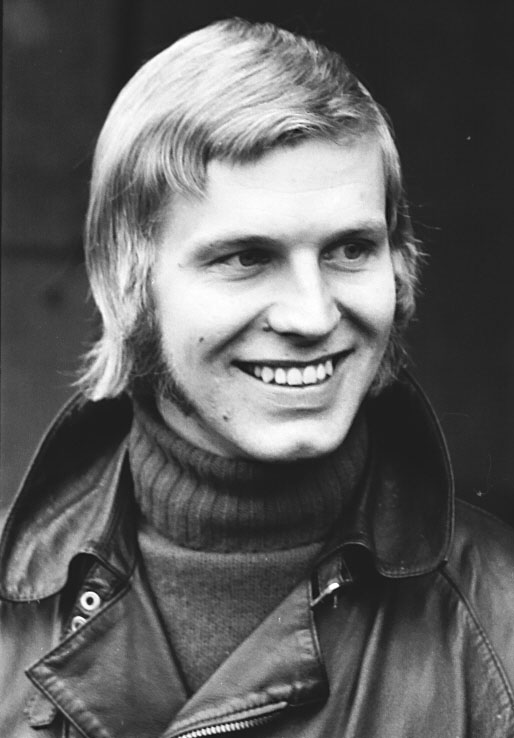
Reine Wisell

Reine Wisell (Motala, 30 september 1941 – Jomtien, 20 maart 2022) was een Zweeds autocoureur. Hij behaalde een podiumplaats in de Formule 1.

## Carrière
Wisell was een generatiegenoot van Ronnie Peterson en reed vaak tegen hem in lagere categorieën, waaronder in de Formule 3. In 1970 kreeg Wisell, in navolging van Peterson, een kans in de Formule 1. Hij werd de vervanger van de omgekomen Jochen Rindt bij Lotus. Zijn teamgenoot was de eveneens onervaren Emerson Fittipaldi.
Tijdens de Amerikaanse Grand Prix dat jaar won Fittipaldi en werd Wisell derde waarna beiden mochten blijven in 1971. Maar waar Fittipaldi zou doorbreken wist Wisell niet te imponeren en na het seizoen kon hij vertrekken. Een opnieuw moeizaam jaar met de onbetrouwbare BRM volgde, voor Lotus hem eenmalig als invaller terughaalde.
In 1973 en 1974 reed Wisell nog incidenteel in de Formule 1, maar in de tweede helft van de jaren zeventig was zijn autoracecarrière op topsport-niveau voorbij.
Wisell overleed plotseling op 20 maart 2022 in zijn huis in Thailand. Hij werd 80 jaar oud.